# Stadio Filadelfia
Lo stadio Filadelfia, in origine campo Torino, è stato un impianto calcistico di Torino sito in Borgo Filadelfia; prendeva il nome dalla via che lo affiancava e ha dato il nome al quartiere su cui era edificato.
Chiamato anche il Fila dai tifosi, o Fossa dei Leoni, fu terreno interno del Torino dal 1926 al 1943, dal 1945 al 1958 e dal 1959 al 1963, legando la sua fama principalmente all'epopea del Grande Torino nel corso degli anni quaranta. Lo stadio fu anche sede delle partite casalinghe delle giovanili del Torino fino al 1993. La società utilizzò la struttura anche per gli allenamenti fino al 1994, sia per la prima squadra che per le giovanili. Una volta chiuso alle attività sportive, l'impianto fu demolito parzialmente tra il 1997 e il 1998.
Dopo la ricostruzione ultimata nel 2017, è divenuto un centro sportivo riservato agli allenamenti della prima squadra e ad alcune partite interne della formazione Primavera del club granata.

## Storia

### La costruzione
Lo stadio venne creato dal conte Enrico Marone di Cinzano, a quei tempi presidente granata. Enrico Marone creò la Società Civile Campo Torino (SCCT), con quote versate a fondo perduto, e con il solo obiettivo di acquistare l'area e costruirvi uno stadio con annesso campo di allenamento. Il 24 marzo 1926 venne fatta richiesta di concessione edilizia presso il comune e, dopo l'accettazione, i lavori vennero affidati all'ingegnere Miro Gamba, docente del Politecnico di Torino; i lavori di costruzione vennero seguiti dal commendator Riccardo Filippa. Il terreno su cui sorse era, in quel periodo, in periferia e venne scelto per il basso costo dell'area.

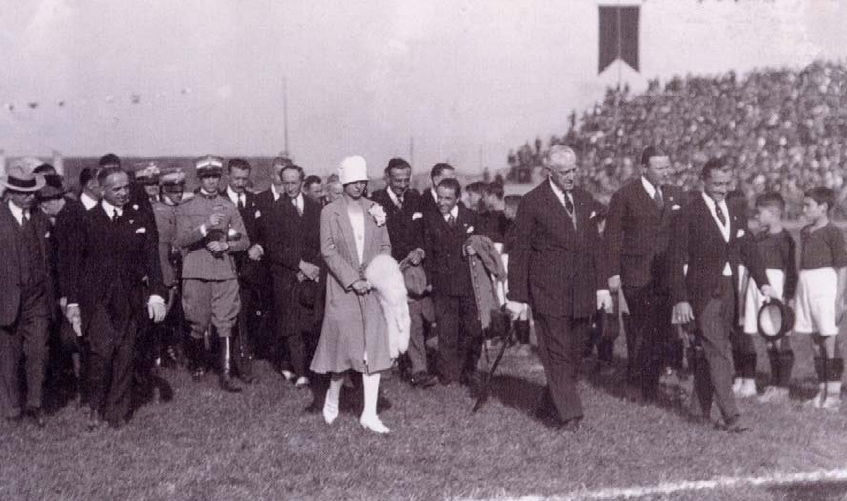
Il conte Marone di Cinzano, la principessa Maria Adelaide e il Duca d'Aosta durante la cerimonia d'inaugurazione, 1926.

I lavori occuparono 5 mesi di lavoro e poco meno di due milioni e mezzo di lire. L'inaugurazione dell'impianto avvenne il 17 ottobre 1926, durante la partita tra il Torino e la Fortitudo Roma, alla presenza del principe ereditario Umberto, della principessa Maria Adelaide e di un pubblico di 15 000 spettatori. Il campo venne benedetto prima dell'incontro dall'arcivescovo di Torino, Monsignor Gamba.

### La struttura
Originariamente lo stadio copriva un'area di 38 000 m² cintati da un muro; era formato da due sole tribune, con una capienza che raggiungeva le 15 000 unità (1 300 in tribuna centrale, 9 500 sulle gradinate, 4 000 nel parterre). Sotto la tribuna si trovava il parterre, disposto su 13 file. Il Filadelfia aveva delle gradinate in cemento e una tribuna in legno e ghisa costruita in stile Liberty. Le poltroncine della tribuna erano in legno e tutte numerate. Il muro che circondava la struttura era alto 2,5 metri.

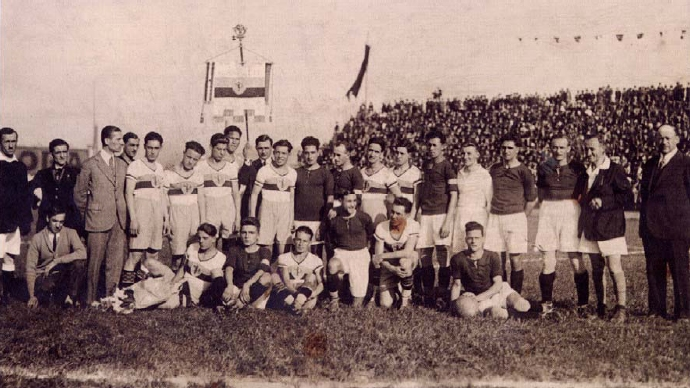
Le squadre di Torino e Fortitudo Roma che si scontrarono nella partita inaugurale, 17 ottobre 1926.

La facciata era composta da mattoni rossi, con colonne e grandi finestre dotate di infissi bianchi. Le varie finestre erano collegate tra loro da un ballatoio con la ringhiera in ferro. Davanti all'ingresso si trova un vecchio campo, noto in piemontese come Camp Cit, che veniva usato per gli allenamenti negli anni 1930. La struttura portante dell'edificio era in cemento armato, mentre quella delle tribune era composta da pilastri che sostenevano una rete longitudinale di capriate trasversali in legno su cui erano sistemati pannelli di eternit. Il parterre è formato invece da setti trasversali in muratura. Il sostegno della bandiera che si trovava all'entrata era alto sei metri circa; il suo basamento era coperto da bassorilievi raffiguranti greche in stile Art déco. Il campo misurava 110 × 70 metri ed era coperto di erba e dotato di un sistema di drenaggio. Sotto le tribune si trovava l'appartamento del custode e quattordici camere, che servivano, oltre ai giocatori e all'arbitro, anche l'infermeria, la direzione e una sala per rinfreschi. I giocatori potevano raggiungere il campo dagli spogliatoi attraverso un sottopassaggio. Lo stadio subì opere di ampliamento. Nel 1928 venne aggiunta la biglietteria e nel 1932 la gradinata della tribuna venne ingrandita portando la capacità totale a 30 000 persone.

### Il Grande Torino

I giocatori del Grande Torino in allenamento al Filadelfia nel 1949, poco prima della tragedia di Superga.

Questo stadio ospitò le partite casalinghe del Torino fino al termine della stagione 1962-1963. Qui i granata vinsero sei dei loro sette Scudetti (a cui va aggiunto anche quello revocato del 1927). In questa struttura il Torino è rimasto imbattuto per sei anni, 100 gare consecutive, dal 17 gennaio 1943 alla tragedia di Superga, compreso il famoso 10-0 contro l'Alessandria (ancora record per una gara di Serie A). È in questo impianto che si esibiva Bolmida (il tifoso trombettista poi reso famoso dal film Ora e per sempre). Il 13 luglio 1943, nel mezzo della seconda guerra mondiale, venne bombardato anche il Filadelfia. Tra le parti danneggiate ci furono il campo (poi utilizzato dagli alleati per giocare a baseball) e le gradinate di via Giordano Bruno. Nonostante la copertura della tribuna fosse intatta, le travi metalliche vennero asportate per rifornire probabilmente l'industria bellica e sostituite con altre in legno.
Il Filadelfia rimase inagibile per molto tempo e il campionato del 1943-1944 venne disputato presso il motovelodromo di Corso Casale. Dopo la guerra i lavori di ristrutturazione vennero eseguiti dal nuovo presidente Ferruccio Novo. Nel 1959 venne approvato un nuovo piano regolatore generale secondo cui, dal 6 ottobre, per l'area veniva prevista una destinazione di gioco e sport e si accennava al riconoscimento del valore storico. L'impianto fu utilizzato, dal 1926 al 1993, anche per le partite casalinghe delle formazioni giovanili.

### L'abbandono

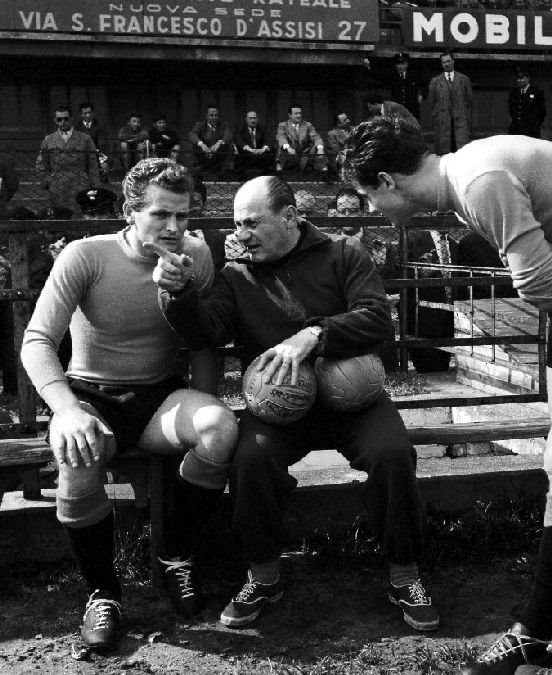
Giampiero Boniperti e Lajos Czeizler, durante una pausa d'allenamento della nazionale italiana al Filadelfia nel 1954.

Dopo la tragedia di Superga il presidente granata Ferruccio Novo diede in garanzia il Filadelfia alla Federcalcio e secondo qualcuno pensò addirittura alla possibilità di demolirlo. Nel dopoguerra l'area del Filadelfia divenne residenziale e nacque l'idea di abbattere il complesso per costruire nuovi edifici. Nel 1959 uscì il nuovo piano regolatore che definì l'area "verde pubblico" e il progetto fallì.

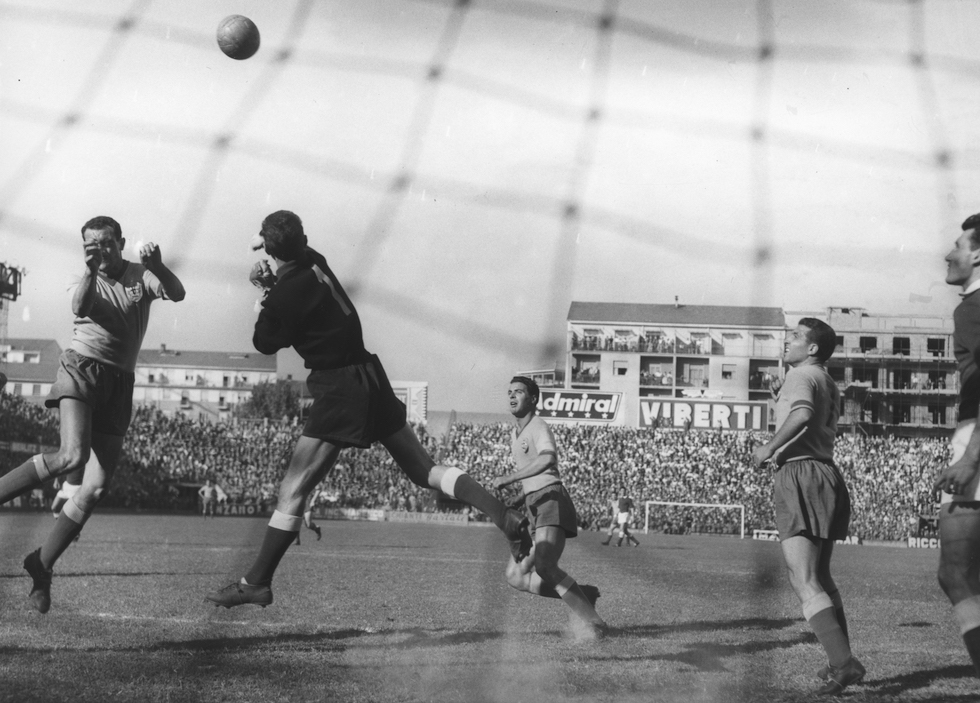
Un frangente del derby piemontese tra Torino e (0-0) del 15 settembre 1957; sullo sfondo, i primi palazzi sorti nei pressi del Filadelfia dopo la trasformazione del borgo in zona residenziale.

Nella stagione 1958-1959 il club, ridenominato Talmone Torino per via dell'abbinamento con l'omonima azienda, si trasferì al Comunale, che avevano iniziato a utilizzare saltuariamente negli anni precedenti, soprattutto per gli incontri di maggior richiamo e, di conseguenza, con maggiore affluenza: la stagione si concluse con la retrocessione in Serie B. L'anno seguente, per una questione scaramantica, la squadra tornò a giocare al Filadelfia, e lo stadio ridivenne la casa del Torino per qualche anno. Il 19 giugno 1963 venne disputata l'ultima partita ufficiale prima dell'abbandono del Filadelfia: la semifinale di ritorno della Coppa Mitropa 1963 Torino-Vasas terminata 2-1, ma inutile ai fini del passaggio del turno per via della vittoria per 5-1 degli ungheresi nella gara d'andata. A partire dalla stagione seguente i granata si trasferirono definitivamente al Comunale.
Lo stadio Filadelfia ospitò anche alcune gare casalinghe della Juventus: la prima volta nel 1936, in occasione dei quarti di finale della Coppa Italia 1935-1936 contro la Fiorentina (vinta per 3-1 dai viola). Poi, tra aprile e giugno 1962, a causa dei lavori di assestamento dello stadio Comunale, la Juventus disputò al Filadelfia la gara dei quarti di finale di Coppa Italia 1961-1962 contro il Lecco (vinta dai bianconeri per 3-0) e poi le gare interne di Coppa Mitropa 1962.
Nel 1970 si tentò per la prima volta di recuperare il Filadelfia, quando il presidente granata era Orfeo Pianelli; la SCCT fece eseguire un progetto per la ristrutturazione. L'idea era di permettere l'allenamento della prima squadra con il recupero del campo e la costruzione di una palestra. I lavori subirono qualche problema e vennero annullati nel 1973, in quanto l'area risultava ancora destinata al verde pubblico. L'idea di Pianelli prevedeva l'abbattimento totale della struttura, la costruzione di campi di gioco e di una struttura per gli alloggi delle squadre giovanili. Il progetto originale fallì anche a causa di alcune minacce di morte ricevute dal presidente. Il 18 ottobre venne rilasciata la concessione edilizia, ma solo in forma precaria, e prevedendo un canone annuo.

Da sinistra: i granata Renato Zaccarelli, Patrizio Sala e Francesco Graziani durante una sessione fotografica al Filadelfia, 1978 circa.

Il Torino continuò ad allenarsi al Filadelfia fino al 1994, quando si trasferì nella moderna struttura di Orbassano. La manutenzione dell'impianto di via Filadelfia però fu abbandonata e in pochi anni gli spalti si deteriorarono.

### Tentativi di ricostruzione
Tra il 1985 e il 2008 vari imprenditori e politici annunciarono di volersi impegnare nella ricostruzione e nel ripristino dello storico stadio torinese: nessuno di essi tuttavia, per vari motivi, andò a buon fine.

#### Sergio Rossi (1985-1987)

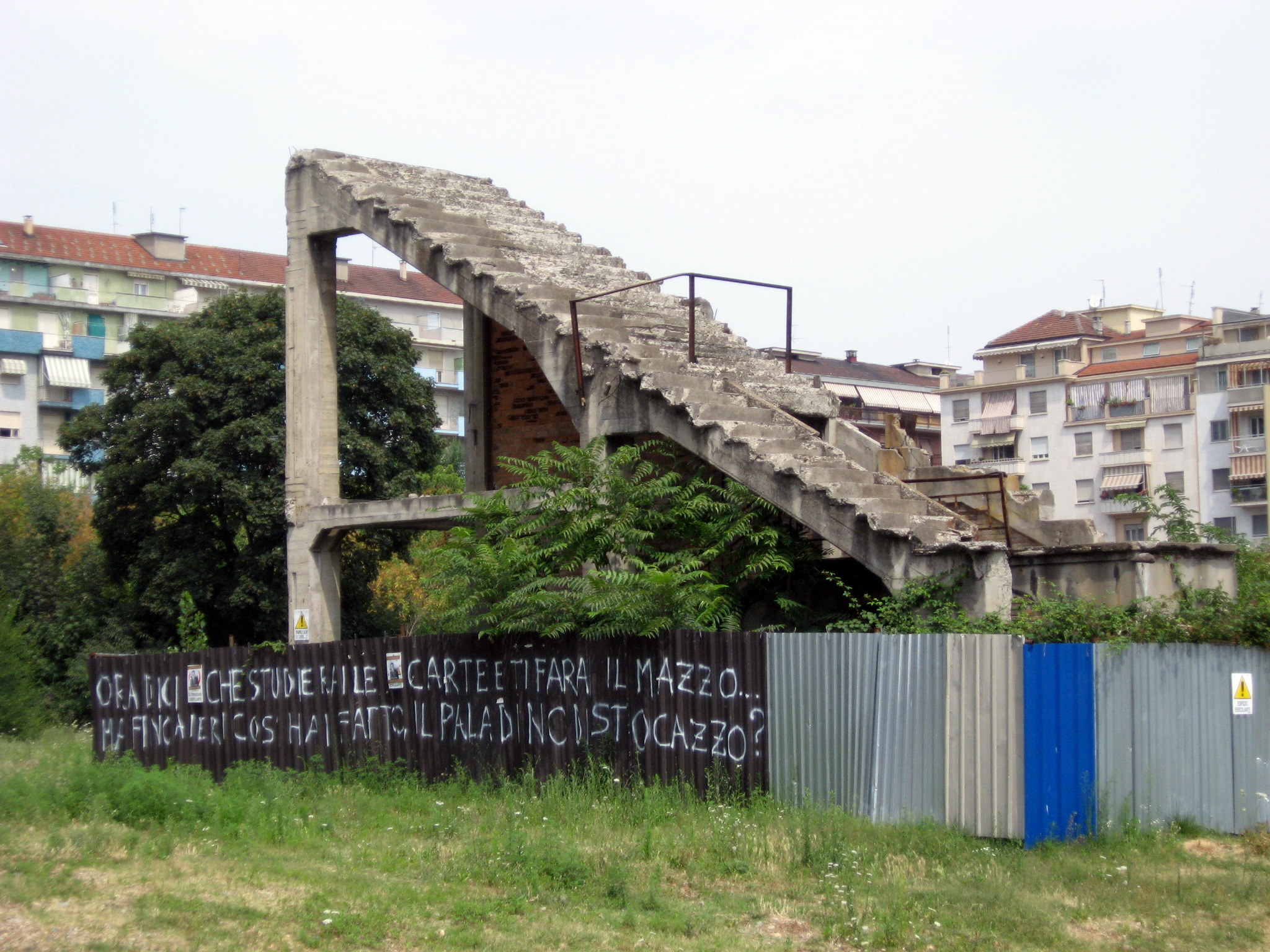
Le antiche tribune nel 2009, prima dell'avvio della ristrutturazione, ridotte a qualche moncone recintato per il pericolo di crolli.

Nel quinquennio 1980-1985, più volte il Comune e la Soprintendenza richiamarono la società per le strutture fatiscenti, oltreché per il pericolo penale dovuto a eventuali crolli; tra gli altri, la Soprintendenza per i beni ambientali e architettonici del Piemonte ordinò che il campo fosse sottoposto ad accurata verifica, da parte di un professionista diplomato, della condizione statica e del grado di conservazione delle strutture e che fossero rimosse tutte le parti instabili e pericolanti del medesimo.
In questo periodo il presidente granata era Sergio Rossi. Il 4 marzo 1985, dopo l'ennesimo richiamo, la SCCT assunse l'ingegner Francesco Ossola, della Tecnogest Progetti, per effettuare uno studio dello stadio. Il 16 marzo vennero presentati i risultati, che tracciavano uno stato particolarmente cadente, e suggerivano la rimozione di parte della costruzione. Le tribune vennero chiuse al pubblico, che fu costretto a restare fuori dai cancelli anche durante le partite della Primavera. La risposta allo studio di Ossola arrivò il 29 marzo e impose alla società interventi precisi. Tre giorni prima Giacomo Donato, per conto del comune, aveva svolto un sopralluogo che era terminato con una relazione in cui accennava alla possibilità di recuperare l'agibilità (ma solo in parte) grazie allo svolgimento di alcuni lavori.

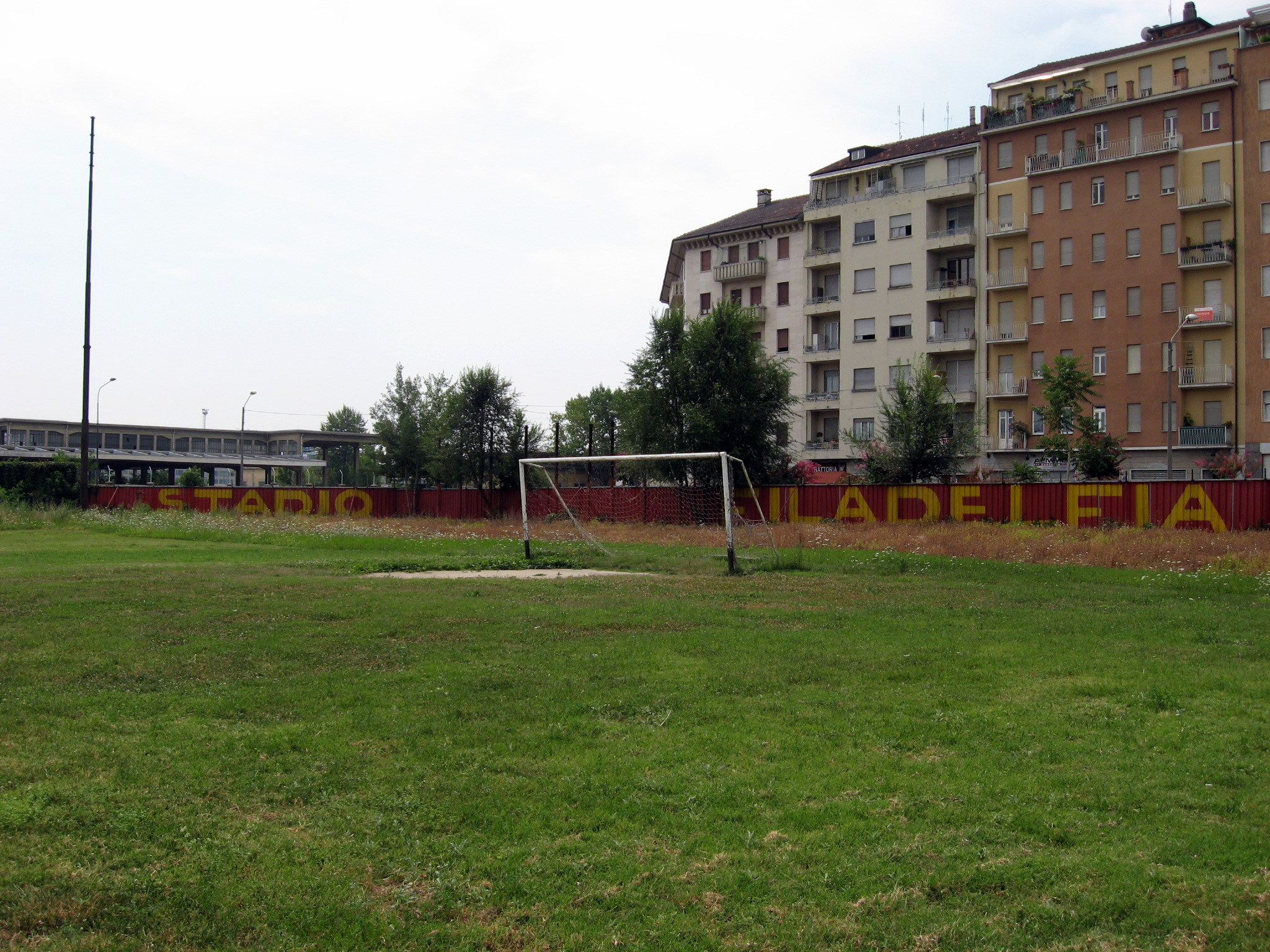
Il manto di gioco e una delle porte del vecchio stadio, 2009.

Nel luglio 1986 il Torino presentò un piano di recupero, frutto dello studio dell'impresa Italresine. Alla fine dell'anno la SCCT, nella persona del presidente Lorenzo Rigetti, richiese al comune la concessione edilizia per lo svolgimento dei lavori proposti da Ossola. Sarebbero state ricostruite buona parte delle tribune, con l'obiettivo di recuperare una capacità di 5 000-6 000 posti. Le attività previste dopo i lavori comprendevano allenamenti della prima squadra, allenamenti e partite della Primavera e delle altre squadre giovanili. Il comune esaminò la richiesta e, prima di rispondere, decise di sentire il parere della Soprintendenza ai beni ambientali e architettonici del Piemonte, che rispose l'8 aprile dando parere favorevole e accennando al valore storico-architettonico di una parte del complesso. Il comune accettò la richiesta del Torino il 22 maggio 1987, l'Ufficio tecnico dei Lavori pubblici diede il consenso alla ristrutturazione, ma i lavori non furono mai iniziati.

#### Gian Mauro Borsano (1988-1993)
Nel 1989 il Torino tornò proprietario del Filadelfia. Lo stadio passò dal presidente federale Antonio Matarrese a quello granata Mario Gerbi, dietro un simbolico pagamento di venti milioni di lire. Il nuovo progetto venne affidato a Gino Zavanella. Il suo progetto era diviso in lotti che sarebbero stati sviluppati per gradi. La prima parte riguardava la tribuna in legno che, secondo Zavanella, era ancora recuperabile, il rifacimento della copertura e della tribuna Ovest. In seguito sarebbero state rifatte le strutture in cemento e il resto delle tribune, demolite e ricostruite da zero. Infine si sarebbe passati agli spogliatoi e agli altri spazi sotto le tribune. L'obiettivo era quello di raggiungere una capienza di 14 000 posti. Si iniziò anche a parlare della possibilità di includere un museo nella struttura.

L'allenatore Emiliano Mondonico e alcuni giocatori granata in allenamento al Filadelfia nell'estate 1992.

Il progetto di Zavanella divenne ufficiale il 13 novembre 1991, quando il nuovo presidente granata Gian Mauro Borsano chiese la relativa concessione edilizia. Il Servizio Sanitario Nazionale rigettò il progetto per alcune carenze e l'8 luglio 1992 la commissione igienico-edilizia rifiutò la concessione edilizia in quanto il progetto non rispettava l'articolo 85 della Legge regionale n. 56/7, essendo l'area considerata ancora "verde pubblico". Questo parere si concretizzò con l'ufficiale rifiuto del sindaco espresso il 16 ottobre 1992. All'inizio del 1993 venne ripresentata al comune la richiesta basata sul progetto di Zavanella, con le opportune modifiche richieste dal comune per adeguarsi al piano regolatore. Il comune chiese un parere alla Soprintendenza e, passati due mesi, venne ufficializzata la diffida di inizio lavori. A marzo il progetto di Zavanella venne definitivamente accantonato.

#### Roberto Goveani (1993)
Nel 1993 la presidenza del Torino passò a Roberto Goveani che, nel suo discorso di presentazione, affermò che il Filadelfia era per lui una priorità. Voleva uno stadio da 30 000 posti, prevedendo una spesa di trenta miliardi di lire. Si disse che l'Istituto per il credito sportivo potesse anticipare 10 miliardi a tasso agevolato e i restanti venti sarebbero stati raccolti tra finanziatori privati. L'8 luglio 1993 Mario Borghezio presentò un'interrogazione parlamentare ai ministri dell'Interno e dei Beni Culturali. Il 9 ottobre venne inviata al Torino una comunicazione che revocava l'agibilità del complesso. Per questo motivo vennero spostate le partite della Squadra Primavera presso il Campo Ruffini,  anche se continuava ad allenarsi al Filadelfia. La concessione dell'agibilità sarebbe stata rilasciata solo dietro presentazione, entro due settimane, di un piano serio. Un incontro tra il Torino e i responsabili del comune delineò i lavori necessari urgentemente; tra questi il rifacimento completo del corridoio tra spogliatoi e campo, l'impianto elettrico e il riscaldamento, e i sanitari. Si sarebbe dovuta pagare una ditta esterna per svolgere studi sulla sicurezza della tribuna Liberty, protetta dalle Belle Arti. A questo punto l'idea progettuale di Goveani venne accantonata, superata dalla priorità dei lavori necessari a riottenere l'agibilità.

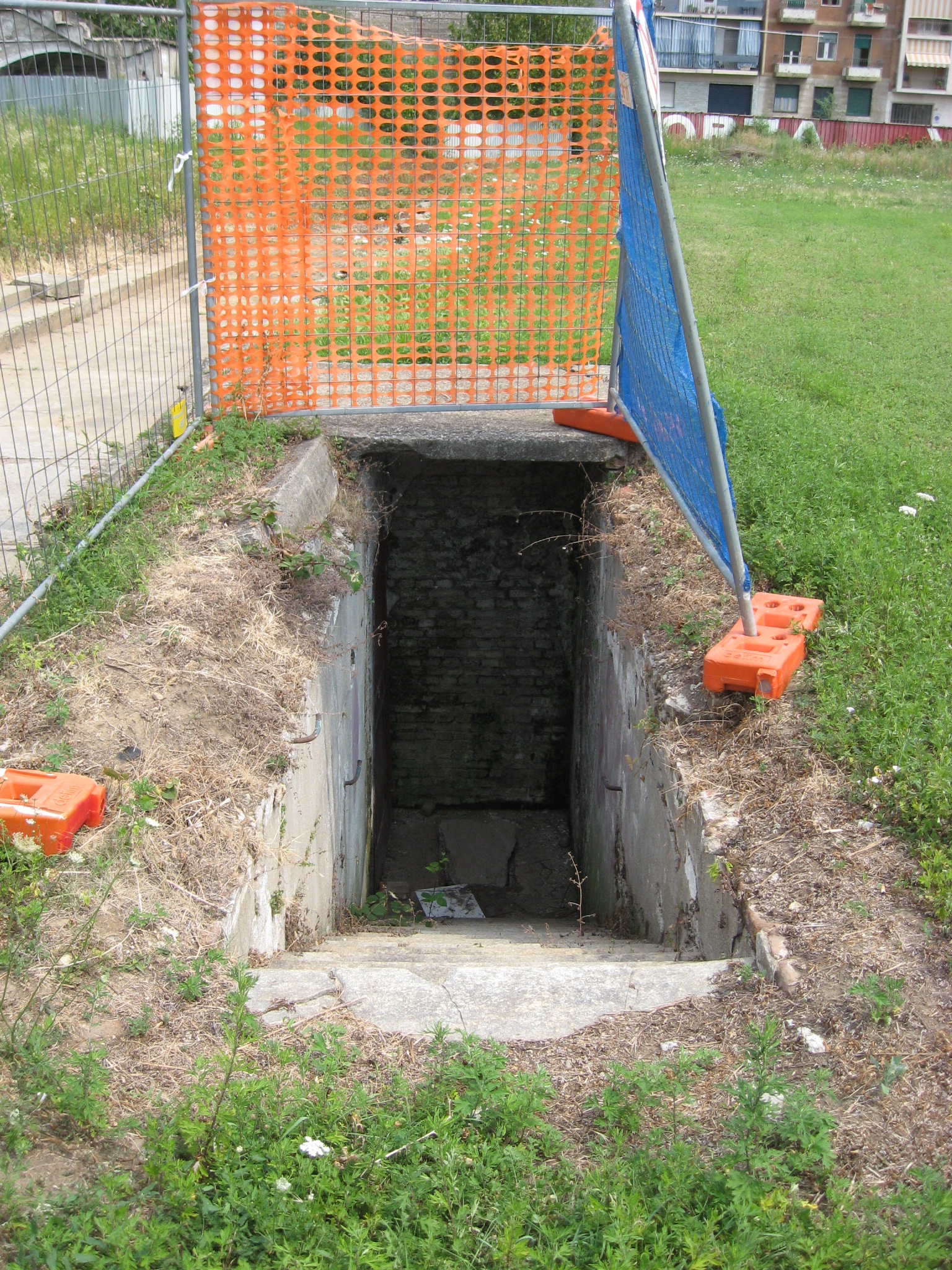
L'ingresso in campo dagli spogliatoi, 2009.

Una crisi economica societaria obbligò Goveani a vendere la squadra e il suo progetto finì negli archivi.
L'ennesimo rischio di fallimento favorì un nuovo cambio di dirigenza, che portò a capo del Torino Gianmarco Calleri, ex patron della Lazio. A differenza dei predecessori Calleri considerava il Filadelfia un peso, e affermò di non avere interesse al suo recupero. La mancanza di lavori di ristrutturazione costarono al Torino numerose sanzioni pecuniarie e, dopo l'ennesima proroga, il 27 settembre 1994 ne venne dichiarata la completa inagibilità a causa dei continui crolli.

#### Diego Novelli (1995-1997)

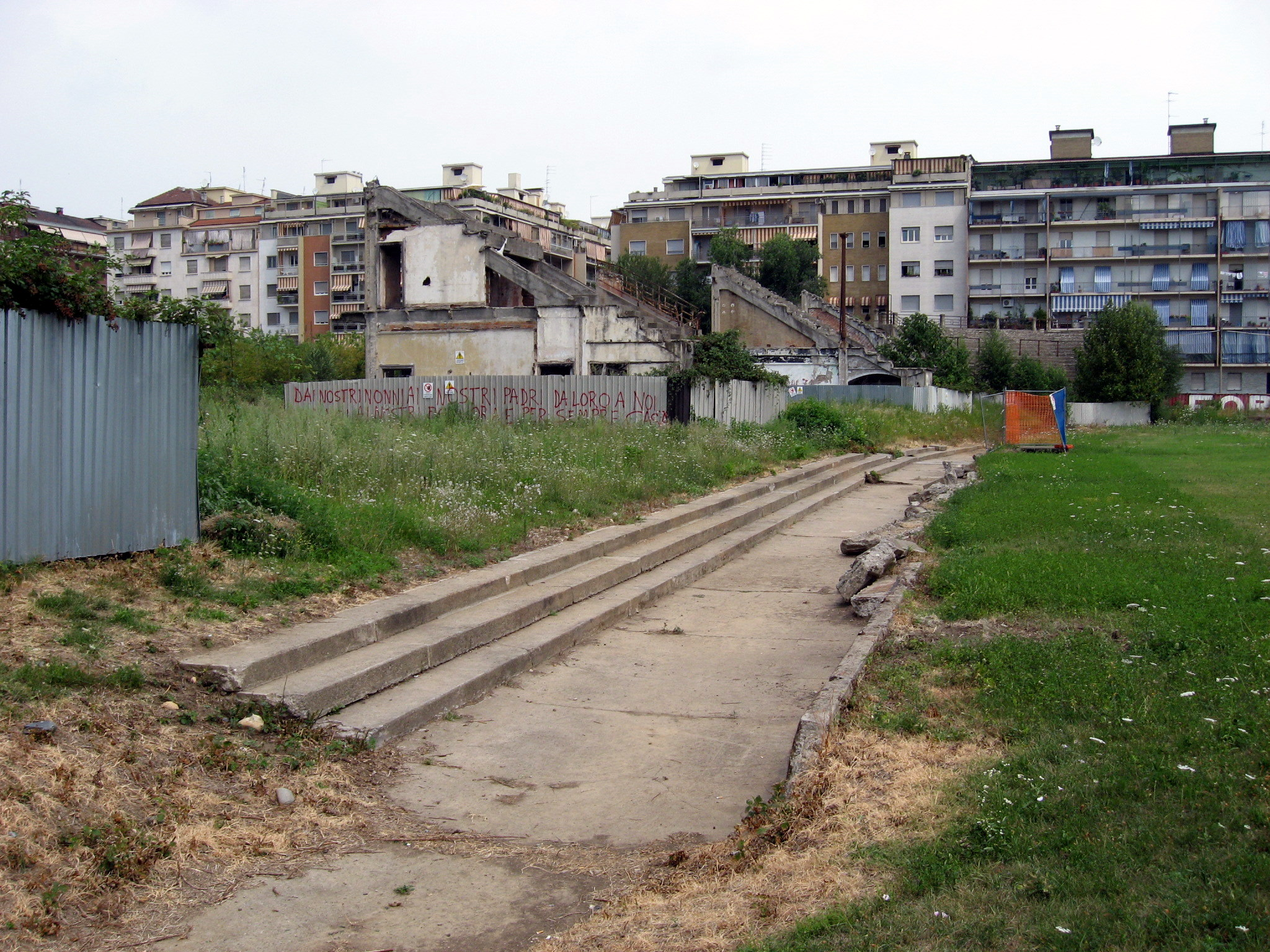
Particolare delle tribune, 2009.

Nel 1995 si aprì una nuova speranza per il Filadelfia. L'ex sindaco di Torino, Diego Novelli, eletto consigliere nelle liste de La Rete, in seguito a un confronto con Calleri, decise di dare vita a una fondazione destinata al recupero dell'impianto. Alla fondazione parteciparono molte persone famose: lo stesso Diego Novelli, Giancarlo Caselli, Nino Defilippis, Gianpaolo Ormezzano, Giuseppe Tarantino, il Torino e l'allora sindaco di Torino, Valentino Castellani. La proprietà dell'impianto passò, quindi dalla società granata alla fondazione. Partì una sottoscrizione privata per recuperare i fondi; in cambio di un'offerta di 100 000 lire, l'offerente avrebbe avuto il proprio nome scritto su un mattone del nuovo stadio. Nel luglio 1995 venne abbattuta una parte della gradinata nord e si cominciò a parlare di una variante al progetto, che avrebbe permesso di portare la capienza a 25 000 posti.
Il nuovo progetto venne presentato il 12 dicembre 1995: lo stadio avrebbe avuto 15 000 posti (seduti e coperti). La nuova sede, la palestra, il museo, la biblioteca e la videoteca si sarebbero trovati sotto alle tribune. Il vecchio campo di allenamento avrebbe dovuto fare posto a hotel e foresterie. Il parcheggio sarebbe stato interrato, strutturato su tre livelli, e fornito 300 posti auto. A parte la tribuna protetta dalle Belle Arti, tutto il resto sarebbe stato da demolire. Continue difficoltà burocratiche portarono a numerosi rinvii della presentazione del progetto alla Commissione igienico edilizia.

#### Massimo Vidulich (1997-1998)

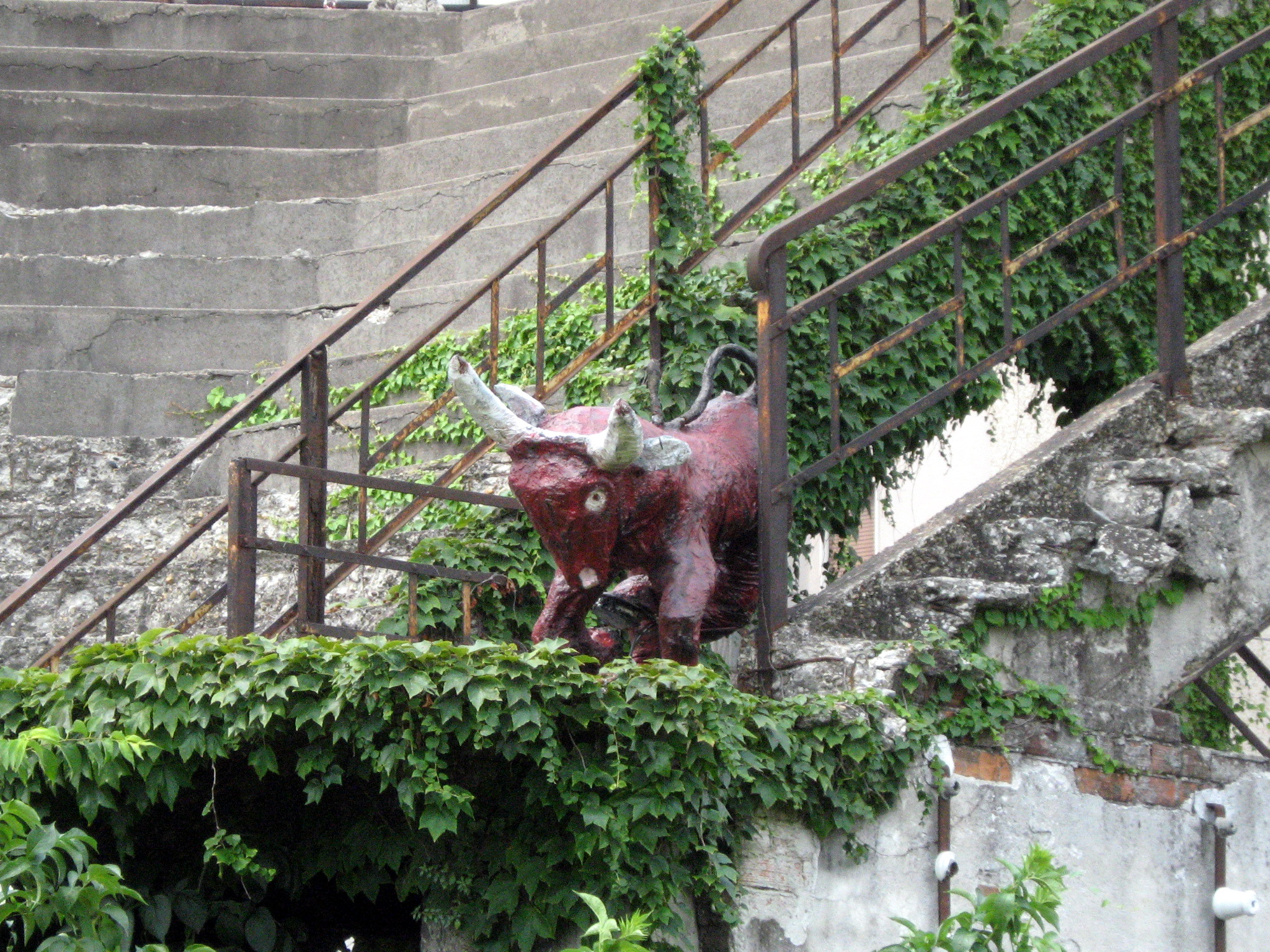
Il toro, simbolo della squadra granata e dello stadio, 2009.

Nel 1997 il sindaco Castellani fece stendere un progetto per risolvere il problema dello stadio delle Alpi, impianto costruito per il campionato del mondo 1990 che non piaceva né alla Juventus né al Torino. Secondo questa idea, la Juventus avrebbe ottenuto il Comunale, mentre al Torino veniva permesso di ristrutturare il Filadelfia portandolo a 20 000 posti. L'obiettivo era quello di far partire i lavori entro luglio dello stesso anno.
Il 30 aprile 1997, dopo aver parlato con la Soprintendenza, la Fondazione Campo Filadelfia chiese al Comune di poter demolire quello che restava dello stadio. Il 6 e 7 maggio venne accettata la demolizione, con l'esclusione dell'ingresso su via Filadelfia e di parte delle gradinate. A questo punto, con l'autorizzazione in mano per uno stadio da 25 000 posti, si iniziò a pensare ai finanziamenti. Il 18 luglio 1997 iniziarono i lavori di demolizione a opera dell'Impresa costruttrice Recchi Spa – CO.GE. Ad aprile 1998 l'amministrazione comunale decise di bloccare i lavori di demolizione. Secondo loro l'autorizzazione non era mai stata data e i lavori erano illegali. Tuttavia, l'idea di ristrutturare e riutilizzare il Filadelfia non fu del tutto accantonata, anzi fu proposto di farlo diventare uno stadio di 23 000 posti. Contemporaneamente ai piani della società granata, la Juventus, che nel biennio 1996-1998 aveva intenzione di ristrutturare e riutilizzare il Comunale, decise di rinunciare al progetto per evitare che, nella zona circostante lo stadio di Santa Rita, ci potessero essero problemi di ordine pubblico derivanti dalla presenza di due stadi calcistici nella stessa zona: infatti, nelle vicinanze c'era proprio il Filadelfia, storicamente legato al Torino e su cui era in vigore il progetto di rifacimento risalente al 1997.

#### Francesco Cimminelli (1999-2005)

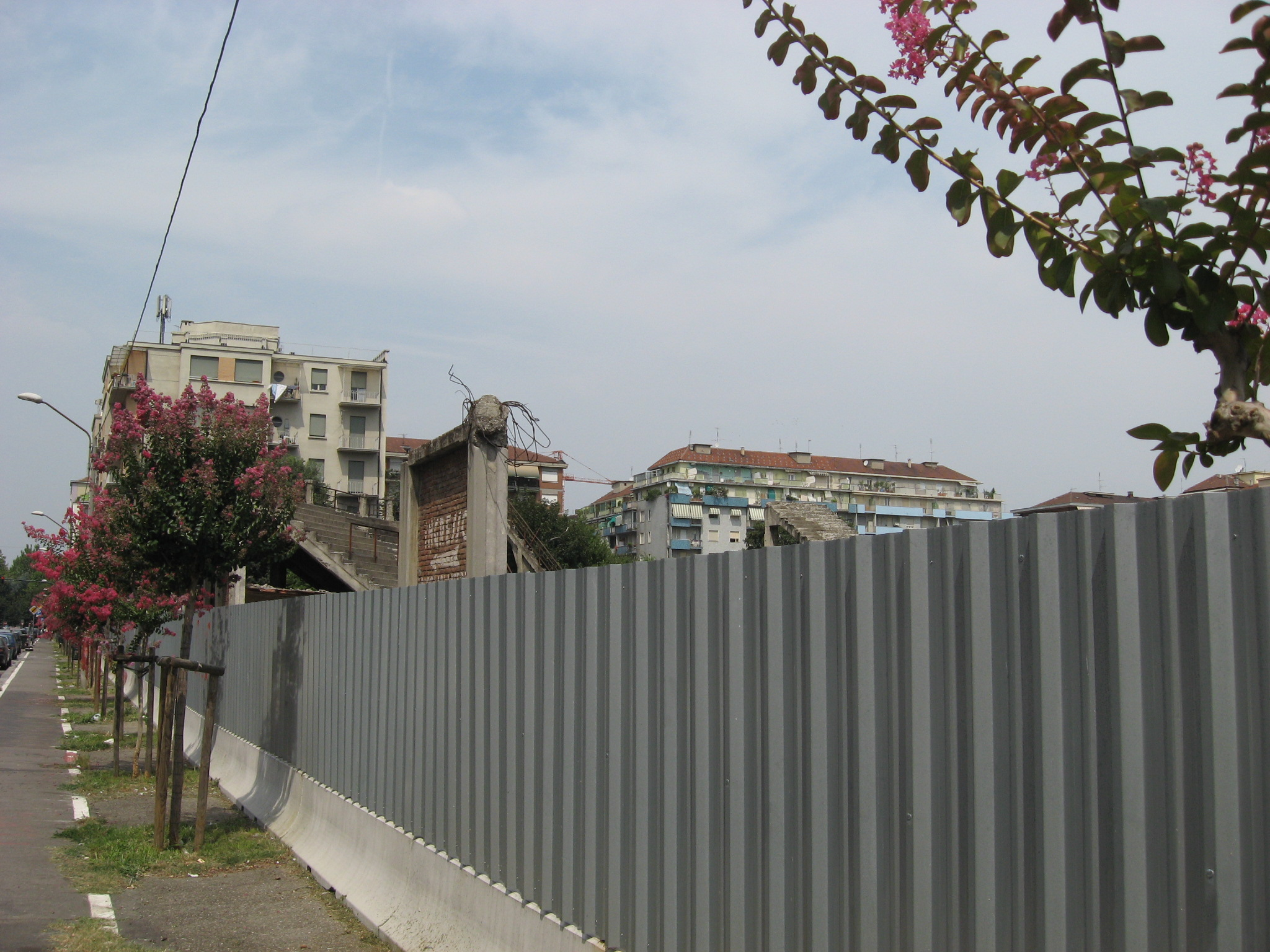
A causa dei pericolo di crolli tutta l'area è stata cintata, 2009.

Il 27 marzo 1999 Diego Novelli annunciò di aver ricevuto una donazione di settanta miliardi da parte di Giuseppe Aghemo, industriale che da tempo voleva acquistare il Torino. Grazie a questo, Novelli decise di ricostruire lo stadio senza l'aiuto del club granata, che poi avrebbe pagato l'affitto per lo sfruttamento dell'area. Dopo due incontri distinti tenuti tra i "contendenti" e il Comune, il presidente del Torino, Vidulich, si disse soddisfatto e pronto a trovare un accordo con la Fondazione. Vidulich lasciò aperta la strada alla possibile ricostruzione effettuata dalla società granata senza aiuti esterni.

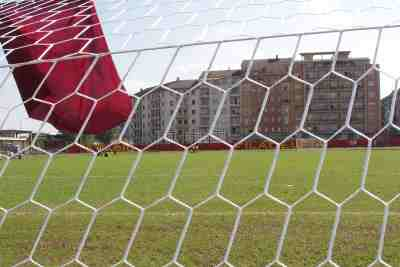
Vista da dietro la rete, 2005.

Nell'aprile 2000 il Torino passò dalle mani della Bullfin dei genovesi, a quelle della Società Investimenti Sportivi (S.I.S.) di Francesco Cimminelli. La stessa S.I.S., durante quell'anno, acquistò il Filadelfia dalla Fondazione.
Nel 2000 intanto il TOROC (il comitato olimpico), in vista dei XX Giochi olimpici invernali, cominciava a pensare all'idea di disputare le gare di hockey su ghiaccio al nuovo Filadelfia.
Tuttavia, l'anno successivo, si decise di scegliere lo stadio Comunale come struttura di cui usufruire durante i XX Giochi olimpici invernali, dopo essere stato suggerito come alternativa al Filadelfia nel biennio 2000-2001. Dapprima, l'impianto di Santa Rita avrebbe dovuto ospitare le gare di hockey su ghiaccio (progetto bocciato nelle settimane successive), ma poi, nel 2002, fu scelto come location per le cerimonie di apertura e di chiusura dei giochi (finalità, inizialmente, destinata allo stadio delle Alpi, durante il biennio 2001-2002, salvo poi cambiare i piani).
Sempre nel 2001, fu proposto di vendere lo stadio delle Alpi alla Juventus e al Torino in comproprietà: le due società e il Comune furono concordi sulla soluzione. Nonostante ciò, il piano fu abbandonato al termine dello stesso anno, complice la mancanza di un accordo tra i due club per la gestione della struttura. Il Torino riprese pertanto in mano il progetto Filadelfia, salvo poi abbandonarlo parzialmente nel 2002: si decise, infatti, di utilizzarlo non come impianto per le partite casalinghe, bensì come "stadio della memoria" con museo, sede sociale e centro commerciale.
Il 19 dicembre 2002, il Filadelfia fu venduto dalla S.I.S. di Francesco Cimminelli al Torino dello stesso Cimminelli, al fine di designarlo ad altre attività. Tra il marzo e l'aprile 2004 la nuova proposta del Torino prevedeva una ricostruzione fedele del vecchio Filadelfia. Come aveva già proposto più volte nel corso del biennio 2002-2004, la società granata intendeva stabilire la sede sociale all'interno della struttura, insediarvi un museo, fare un impianto da 2 200 posti in erba sintetica, destinare il campo da gioco agli allenamenti della prima squadra e alle partite della formazione Primavera. Il 13 luglio il progetto, affidato a Rolla, venne respinto all'unanimità dalla Soprintendenza e dal Comune. A fine settembre Rolla presentò il progetto corretto e questa volta venne valutato accettabile.
I tifosi, ormai in aperta contestazione con la società in preda ai problemi finanziari, arrivarono a formare il Comitato Dignità Granata, un'associazione con il compito di vigilare sul Filadelfia. Anche l'Associazione Ex Calciatori Granata si mobilitò. Quest'ultima associazione, composta da giocatori che avevano giocato nel vecchio Filadelfia, affermava di voler ricomprare il terreno.

#### Urbano Cairo (2005-2008)
Il 19 agosto 2005, durante la conferenza stampa che avrebbe dovuto presentare la nuova società, venne annunciato l'acquisto della stessa da parte di Urbano Cairo. Nel frattempo, il Filadelfia veniva acquistato dal Comune, il quale decise di tenere in mano la proprietà del vecchio Comunale. Queste due operazioni furono la conseguenza dei problemi finanziari che portarono al fallimento del Torino.

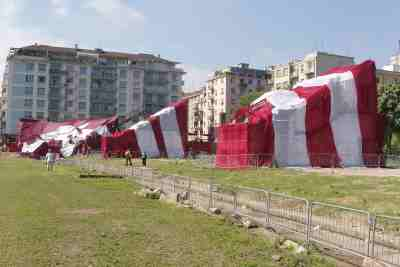
Lo stadio Filadelfia nel 2005, in occasione del 56º anniversario della tragedia di Superga.

Il 2 febbraio 2006, l'assessore Elda Tessore, responsabile delle olimpiadi invernali, dopo un sopralluogo, consigliò di nascondere l'impianto coprendolo con alcuni teloni. La scelta fece infuriare la tifoseria granata, che lo ritenne inaccettabile, soprattutto perché non erano stati stanziati fondi per il suo recupero.
Il 25 maggio 2006 venne stipulato un accordo tra Comune, il curatore fallimentare e le altre società interessate all'area: Bennet, Mo.Cla. e Italcostruzioni. Dopo un incontro con i rappresentanti dei tifosi, il 31 luglio fu siglato un accordo tra il Comune e le altre società che volevano costruire; in questo accordo si precisò che i palazzi sarebbero stati spostati in un'altra zona. Un progetto prevedeva la creazione di due campi da calcio (per l'allenamento delle giovanili e per preparazione e amichevoli della prima squadra). Di fianco a questi campi sarebbe sorta un'area commerciale da 3 000 m², alta due piani, che avrebbe dovuto permettere di racimolare i soldi necessari per il finanziamento del progetto. Il 9 maggio 2008 un emendamento del consigliere regionale Gian Luca Vignale (AN) venne approvato e la Regione si impegnò a entrare nella Fondazione Filadelfia quale socio fondatore.
Negli anni tra il 2008 e il 2015, il Filadelfia era recintato, abbandonato, divenuto dimora di rovi ed erbacce, luogo di spaccio e dimora di senza tetto e si era persino arrivati a usare il campo come se fosse un orto.

### La rinascita

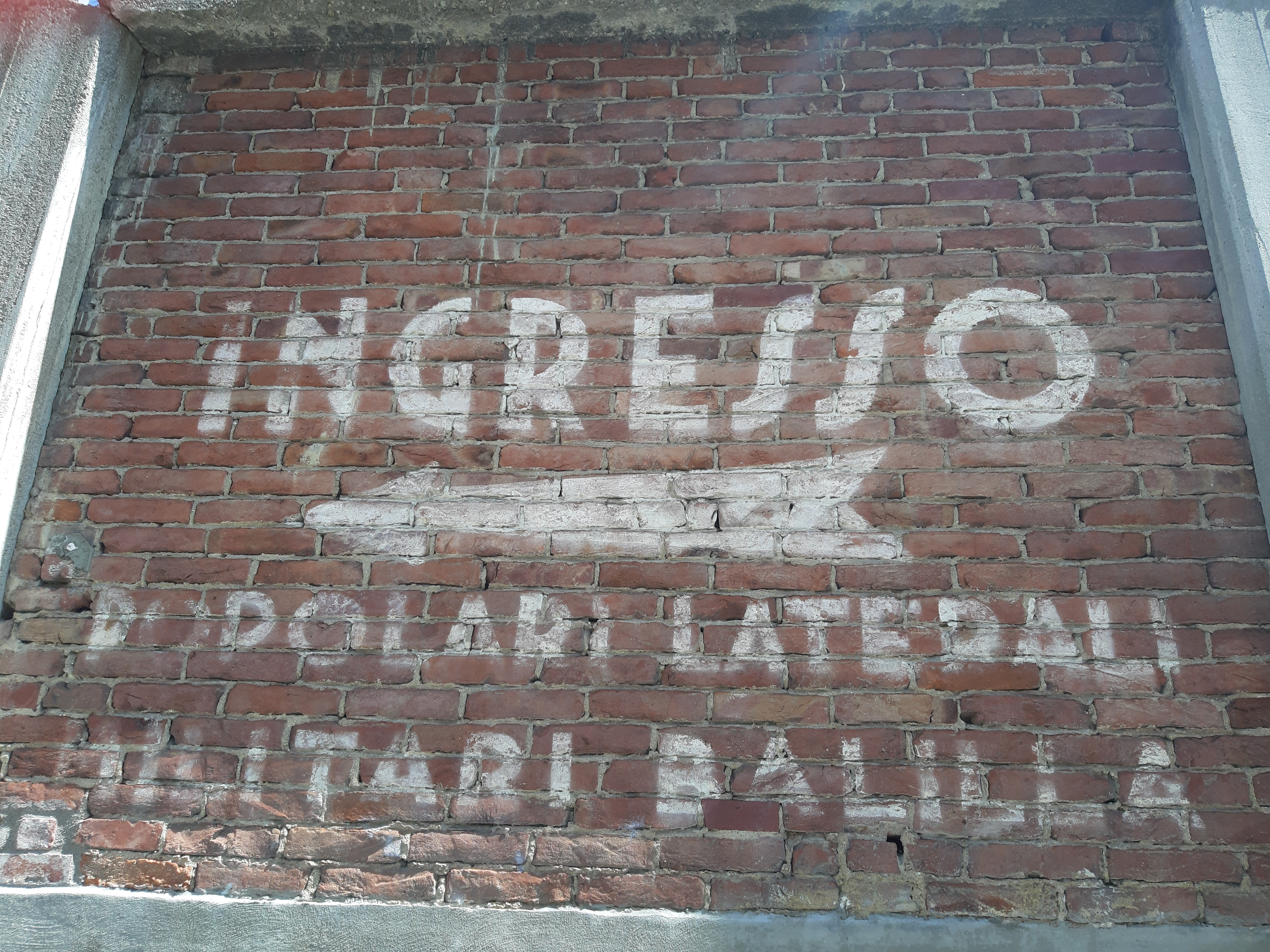
Porzione di muro del vecchio Filadelfia, salvaguardata nel nuovo centro sportivo.

Sotto la presidenza di Urbano Cairo, vi fu una nuova svolta per il progetto di recupero dello stadio con la nascita della seconda "Fondazione Stadio Filadelfia", costituitasi nel 2011 con l'obiettivo di una riqualificazione dell'intera area del vecchio impianto. L'8 febbraio 2011 la stessa Fondazione acquistò il Filadelfia dal Comune. Il 10 maggio 2013 Cairo confermò l'avvio della ricostruzione del Filadelfia con un progetto di due campi, dei quali uno con tribune da 4 000 posti per le amichevoli della prima squadra e alcune partite della Primavera (prevedendo la conservazione dei monconi superstiti del vecchio impianto). Il 24 aprile 2014 Cairo versa alla Fondazione 333 000 euro, pari al 33% della cifra garantita per la ricostruzione; tale cifra però poteva essere incassata solo a seguito di una modifica statuaria della Fondazione, irrogata il 13 gennaio 2015; frattanto, il 23 dicembre 2014, fu fissata la scadenza del bando di gara per provvedere alla ricostruzione della zona.
Il nuovo Fila è diverso dal semplice stadio del passato (nonostante due porzioni dei vecchi spalti, tutelate dalla sovrintendenza, siano state integrate nel progetto di recupero): il nuovo complesso, concepito come «Casa del Toro», è infatti un centro sportivo dotato di un campo principale da gioco da 4 000 spettatori e di un campo secondario, destinati a ospitare gli allenamenti della prima squadra e alcune partite casalinghe della formazione Primavera. Completeranno il complesso la sede della società, il museo del club, la sede della fondazione e una foresteria per i ragazzi del settore giovanile.
Il 26 gennaio 2015 sono cominciati i primi lavori di disboscamento dell'area, ricerca e bonifica dei residuati bellici.
Dopo che, il 17 ottobre 2015, è stata effettuata la posa della prima pietra, sul terreno hanno avuto, poi, inizio i lavori di costruzione del nuovo centro sportivo omonimo, completato e inaugurato nel maggio 2017.

## Eventi

### Calcio

#### Incontri del Torino
La prima partita ufficiale dei granata all'interno dell'impianto, si disputò il 17 ottobre 1926 (lo stesso giorno in cui venne inaugurato), in occasione della terza giornata nel girone B della Divisione Nazionale 1926-1927 contro la Fortitudo Pro Roma. L'incontro terminò con la vittoria dei padroni di casa per 4-0.
| Arbitro: | Trezzi (Milano) |

|                                         |           |  |
| Rossetti II 70’ Libonatti 75’, 80’, 85’ | Marcatori |  |

L'ultimo incontro ufficiale (prima dell'abbandono dell'impianto), disputato dal Torino all'interno della struttura, ebbe luogo il 19 giugno 1963, in occasione della semifinale di ritorno della Coppa Mitropa 1963 contro gli ungheresi del Vasas e si concluse con la vittoria dei granata per 2-1.
| Arbitro: | Alojz Obtulovič |

|                            |           |                     |
| Hitchens 20’ Locatelli 75’ | Marcatori | 69’ (aut.) Gerbaudo |

Dopo aver abbandonato il Filadelfia, il Torino vi disputò appena due partite ufficiali. La prima si giocò l'11 dicembre 1963, in occasione del secondo turno della Coppa Italia 1963-1964 contro il Varese. La sfida terminò 2-1 per la squadra torinese.
| Arbitro: | Samani (Trieste) |

|                        |           |            |
| Hitchens 15’ Peiró 54’ | Marcatori | 30’ Strada |

Il secondo (e ultimo) incontro ufficiale disputato dal club piemontese al Filadelfia, a seguito dell'abbandono dell'impianto, si giocò, in via del tutto eccezionale, durante il Torneo Estivo, in occasione della terza partita del girone 1 della seconda fase, disputatasi il 14 giugno 1986. Ospite del match, il Pisa, che, al termine della sfida si impose per 2-1 sui padroni di casa. Questa fu l'ultima partita ufficiale disputata dal Torino all'interno dello stadio Filadelfia.
| Arbitro: | Leni (Perugia) |

|               |           |                           |
| Corradini 89’ | Marcatori | 56’ Volpecina 81’ Rebesco |

#### Incontri della nazionale italiana
Lo stadio Filadelfia è stato sede di quattro incontri della nazionale di calcio dell'Italia: la gara di Coppa Internazionale del 13 dicembre 1931 contro l'Ungheria e terminata con il punteggio di 3-2 in favore degli Azzurri, oltre a tre precedenti amichevoli giocate contro la Francia (3-4 per gli ospiti, disputata il 17 marzo 1912), il Portogallo (3-1 per i padroni di casa, svolta il 17 aprile 1927) e la Germania (1-2 per gli ospiti, giocata il 28 aprile 1929).

## Il Filadelfia nei media
Lo Stadio Filadelfia è divenuto location per tre film, due dei quali dedicati al Grande Torino:
- Tutti giù per terra (1997), di Davide Ferrario, con Valerio Mastandrea, Caterina Caselli, Anita Caprioli, Luciana Littizzetto e Giovanni Lindo Ferretti.
- Ora e per sempre (2004), regia di Vincenzo Verdecchi, con Kasia Smutniak, Giorgio Albertazzi e Gioele Dix.
- Il Grande Torino (2005), fiction Rai, con Ciro Esposito, Beppe Fiorello e Michele Placido.